# Digesteur
Cet article concerne la cuve industrielle. Pour l'ustensile de cuisine, voir autocuiseur.
Un digesteur, aussi appelé réacteur à biogaz ou méthaniseur, désigne une cuve utilisée dans le processus de méthanisation qui produit du biogaz grâce à un procédé de digestion anaérobie des matières organiques de diverses provenances.
Il en existe différentes formes et tailles. Des digesteurs rudimentaires se présentait autrefois sous la forme d'une fosse hermétique, dans laquelle étaient déversées des eaux usées, des boues, et des composés organiques supplémentaires permettant de faciliter la digestion. Dans tout digesteur, le gaz se forme dans les boues et remonte à la surface, mélangeant les boues par ce processus. Les boues digérées, appelées digestat, peuvent être vidangées et utilisées comme engrais.

## Historique
La première trace de méthanisation date du Xe siècle av.J.-C., lorsque les Assyriens l'utilisaient pour chauffer leurs bains mais les premières recherches scientifiques poussées datent du XVIIe siècle en Europe.
Le premier digesteur industriel aurait été conçu en Inde en 1859, dans une colonie de Bombay.

## Odeurs, émanations
Un digesteur classique est source d'une odeur typique notamment liée à la production d'ammoniac et d'hydrogène sulfuré lors de la fermentation anaérobie et parfois du stockage proche de matières en attente de chargement dans le digestat. 
Selon une étude récente (« Aqametha », 2024) faite par l'organisme indépendant Atmo-France à partir de campagnes de mesures faites autour de 12 méthaniseurs dans six régions de France, incluant une cartographie des odeurs, cette odeur, significative près de la source, diminue rapidement avec la distance à sa source, pour presque disparaitre à 230 mètres. Et en termes écotoxicologiques, les émissions d'un digesteur dans l'air sont sous les seuils de référence de l'Anses et sous les valeurs guides de l'Organisation mondiale de la santé » ; ils ne présentent donc pas de risque pour la santé des riverains selon ces résultats. Atmo produira des recommandations en 2025.

## Conception

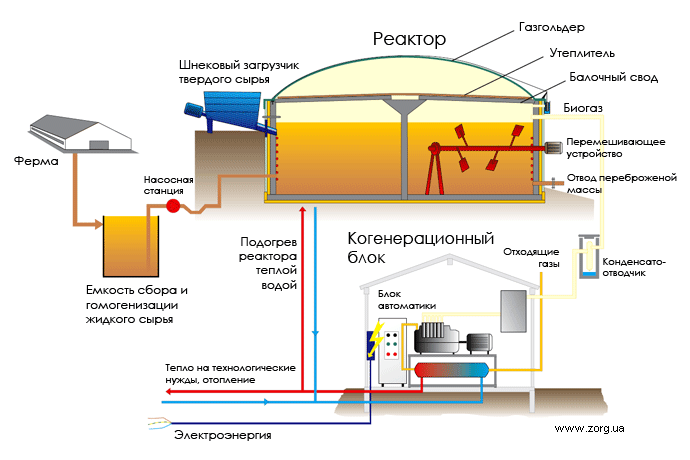
Unité de méthanisation agricole, avec digesteur en coupe.

Les deux principaux types de digesteurs sont soit des réservoirs préfabriqués, soit des dômes en brique ou en béton. Le dôme peut être fixe (pour un volume constant, la pression permettant d'acheminer le gaz dans des conduits) ou flottant (avec un volume variable).
Le temps de rétention hydraulique est généralement de 15 jours en climat chaud et 25 jours en climat tempéré, mais peut aller jusqu'à 60 jours si les produits entrants sont hautement contaminés, comme dans le cas de boues. Le fumier et les déchets organiques permettent de bien meilleurs rendements de gaz que les eaux usées.
Leur taille varie de mille litres pour un digesteur familial à cent mille litres pour une installation communale.

## Conditions favorables
Ces cuves doivent être chauffées pour que le rendement soit acceptable. Ce sont des digesteurs mésophiles la plupart du temps mais il existe aussi des réacteurs thermophiles. Les avantages sont multiples et notamment au niveau des odeurs et des bactéries qui sont détruites. Un réacteur produit environ 50 à 70 % de méthane, 30 % de CO2 et de l'eau, de l'hydrogène sulfuré (H2S) et de l'oxygène. Les avantages sont nombreux.
Par ailleurs, le mélange à digérer doit comporter une proportion optimale entre résidus carbonés et résidus azotés pour favoriser le développement des bactéries favorable à la méthanisation, et limiter le développement de bactéries nuisibles au fonctionnement.
Le processus de digestion complet durant un certain nombre de jours, la matière effluente doit être remplacée lorsque les possibilités de fermentation sont épuisées. Toutefois, il existe des configurations de digesteurs ayant la forme d'un tunnel ou d'une cuve dans lesquelles le rechargement se fait de façon continue sans interrompre le processus en fin de cycle.

## Caractéristiques
Les principales grandeurs qui caractérisent un réacteur de digestion anaérobie sont :
- La charge volumique appliquée[6] : il s’agit de la quantité de DCO introduite dans le réacteur par jour et par unité de volume du réacteur. Elle permet de comparer la quantité de pollution traitée par différents types de réacteur.
- Le temps de séjour hydraulique (TSH) correspond à la durée du contact entre l’effluent et la biomasse. Il représente le rapport entre le volume du réacteur et le débit d’alimentation. Le TSH permet de connaître le volume d’effluent qu’on peut traiter chaque jour dans le réacteur[6].
- La quantité et la composition du gaz[7] : la quantité de gaz peut être rapportée à la quantité de matière organique éliminée (rendement) ou au volume du réacteur (productivité). La composition du gaz est variable selon l’état du réacteur.